# Tommaso di Benvenuto da Pizzano
Tommaso di Benvenuto da Pizzano fue un astrólogo italiano del siglo XIV nacido en Bolonia, que fue llamado a Francia por el rey Carlos V y gozó allí de gran crédito hasta la muerte del rey en 1380.
Fue el padre de la escritora Christine de Pizan.